# Ewa Długołęcka
Ewa Długołęcka (ur. 1 stycznia 1951 w Międzyborowie) – polska lekkoatletka, która specjalizowała się w biegach sprinterskich. 

## Kariera
Największy sukces osiągnęła w 1974 sięgając wraz z koleżankami ze sztafety 4 x 100 metrów po brązowy medal mistrzostw Europy. W 1975 zdobyła wicemistrzostwo Uniwersjady w sztafecie 4 x 100 m, a w 1977 zdobyła w tej samej konkurencji brązowy medal uniwersjady. 
W 1975 była mistrzynią Polski seniorek w biegu na 100 metrów, a w 1978 sięgnęła po złoty medal w biegu na 60 metrów podczas halowych mistrzostw kraju.
31 maja 1976 roku we francuskim Bourges wraz Barbarą Bakulin, Danutą Jędrejek oraz Heleną Fliśnik ustanowiła wciąż aktualny rekord Polski w biegu rozstawnym 4 x 200 metrów.
Rekord życiowy w biegu na 100 metrów: 11,50 (20 sierpnia 1977, Sofia).

## Osiągnięcia
| Rok  | Impreza            | Miejsce | Konkurencja        | Lokata     | Wynik |
| ---- | ------------------ | ------- | ------------------ | ---------- | ----- |
| 1974 | Mistrzostwa Europy | Rzym    | sztafeta 4 x 100 m | 3. miejsce | 43,48 |
| 1977 | Uniwersjada        | Sofia   | sztafeta 4 x 100 m | 3. miejsce | 44,79 |